# Ahuacatlán (Chiapas)
Ahuacatlán es una localidad del estado mexicano de Chiapas. Es parte del municipio de Cacahoatán.

## Toponimia
El nombre «Ahuacatlán» proviene de los términos en náhuatl ahuacatl, aguacate; tlan, lugar. Su significado es «Lugar de aguacates».

## Demografía
| Gráfica de evolución demográfica |
|                                  |

| Censo | Población |
| ----- | --------- |
| 1950  | 566       |
| 1960  | 836       |
| 1970  | 806       |
| 1980  | 1 430     |
| 1990  | 1 420     |
| 2000  | 1 594     |
| 2010  | 1 583     |
| 2020  | 1 900     |